# 10e étape du Tour d'Espagne 1999

La 10e étape du Tour d'Espagne 1999 s'est déroulée le 15 septembre entre Saragosse et Saragosse.

## Récit
L'Ukrainien Sergueï Outschakov remporte cette étape en devançant au sprint son compagnon d'échappée Fabio Roscioli. Ces deux coureurs se sont séparés de leurs compagnons à 5 kilomètres de l'arrivée.
Abraham Olano  conserve le maillot de oro. Stefano Zanini (Mapei-Quick Step) est tombé, s'est fracturé le poignet et a quitté la course.

## Classement de l'étape
|   | Coureur            | Pays    | Équipe      |    | Temps |
| - | ------------------ | ------- | ----------- | -- | ----- |
| 1 | Sergueï Outschakov | Ukraine | TVM         | en |       |
| 2 | Fabio Roscioli     | Italie  | Amica Chips | +  | 0 s   |
| 3 | Jacky Durand       | France  | Lotto       |    | 13 s  |

## Classement général
|   | Coureur       | Pays      | Équipe           |    | Temps      |
| - | ------------- | --------- | ---------------- | -- | ---------- |
| 1 | Abraham Olano | Espagne   | ONCE             | en |            |
| 2 | Jan Ullrich   | Allemagne | Deutsche Telekom | +  | 2 min 08 s |
| 3 | Pavel Tonkov  | Russie    | Mapei            |    | 2 min 58 s |